# Eino Saastamoinen
Kaarlo Eino Saastamoinen (Helsinki, 9 ottobre 1887 – Helsinki, 4 dicembre 1946) è stato un ginnasta finlandese.

## Palmarès

### Olimpiadi
- 1 medaglia:
  - 1 argento (Stoccolma 1912 nel concorso libero a squadre)